# ホップマン (小惑星)
ホップマン (1985 Hopmann) は、小惑星帯に位置する小惑星。ハイデルベルクのケーニッヒシュトゥール天文台で、カール・ラインムートにより発見された。
ドイツの天文学者ヨーゼフ・ホップマン (Josef Hopmann) に因んで命名された。
2005年12月に福島県で掩蔽が観測され、推定直径よりやや大きな弦が算出された。